# Estación de Joanic
Joanic es una estación de la línea 4 del Metro de Barcelona situada debajo de la calle Pi y Margall en el distrito de Gracia de Barcelona. En un futuro llegará la línea 8 de los Ferrocarriles de la Generalitat

## Historia
La estación de Joanic entró en servicio con la apertura al público de la Línea IV del Metro de Barcelona. Inicialmente esta línea constaba de dos tramos: uno ya existente, que venía funcionando como parte de la Línea III, entre las estaciones de Aragón (actual Paseo de Gracia) y Jaime I, y otro de nueva creación, de Aragón a Joanich. La creación de la línea fue proyectada en 1963 y las obras del tramo Aragón-Joanich fueron adjudicadas el 22 de diciembre de 1968 a la empresa Dragados y Construcciones.
Con el nombre original de Plaza de Joanich, esta estación fue inaugurada el 5 de febrero de 1973 por el ministro de Obras Públicas, Gonzalo Fernández de la Mora, y el alcalde de Barcelona, José María de Porcioles, entre otras autoridades.
Joanich funcionó como terminal durante más de un año, hasta que el 16 de mayo de 1974 se inauguró la prolongación de la Línea IV de Joanich a Guinardó.
En 1982 la estación catalanizó su nombre como Joanic, al tiempo que la Línea IV adoptó la numeración arábiga y pasó a llamarse Línea 4. En un futuro llegará la L8 de los ferrocarriles de la Generalitat
Durante 2006 la estación fue objeto de una rehabilitación integral. Se renovaron los pavimentos, techos y revestimientos de las paredes, así como el mobiliario y las máquinas validadoras de billetes. Al mismo tiempo, se adaptaron los accesos a las personas de movilidad reducida, incluyendo la instalación de ascensores.

## Líneas
| << cabecera   | < estación | línea | estación > | cabecera >> |
| ------------- | ---------- | ----- | ---------- | ----------- |
| Metro         |            |       |            |             |
| Trinitat Nova | Alfons X   |       | Verdaguer  | La Pau      |